# Cyryl Danielewski
Cyryl Zbigniew Danielewski (ur. 8 sierpnia 1864 w Chełmnie, zm. 2 kwietnia 1923 w Toruniu) – polski dramaturg, komediopisarz, librecista operetkowy, aktor, literat, działacz kulturalno-społeczny.

## Życiorys
Urodził się jako syn Ignacego Danielewskiego (dziennikarza, działacza patriotycznego i oświatowego) i Eufemii z Gółkowskich (córki Szczepana Gółkowskiego). Jako aktor zadebiutował 2 grudnia 1880 r. w Warszawskim Teatrze Rządowym, a jako dramaturg w tym samym roku komedią Dzienniczek panny Pompery. Jego role komiczne przyniosły mu sławę nie tylko w Polsce, ale również w Rosji. W 1920 r. został urzędnikiem toruńskiego magistratu.

## Ważniejsze dzieła
- Dzienniczek panny Pompery - komedia w jednym akcie
- Nasze paryżanki - komedia w pięciu aktach
- Legenda pomorska czyli rok 997 - dramat patriotyczno-religijny w czterech aktach
- Końska kuracja - farsa w jednym akcie
- Tajemnice gabinetowe - operetka w jednym akcie z muzyką Franciszka Koniora
- Tajemnice małżeńskie - operetka w jednym akcie z muzyką Franciszka Koniora
- Ach, te dzieciaki - komedia w jednym akcie
- Polacy w Ameryce - wodewil w pięciu aktach
- Polak z dolarami - wodewil
- Karnawał warszawski - wodewil